# Trimalaconothrus angustirostrum
Trimalaconothrus angustirostrum är en kvalsterart som beskrevs av Hammer 1966. Trimalaconothrus angustirostrum ingår i släktet Trimalaconothrus och familjen Malaconothridae. Inga underarter finns listade i Catalogue of Life.